# Mungkin
Mungkin is een bestuurslaag in het regentschap Sumbawa van de provincie West-Nusa Tenggara, Indonesië. Mungkin telt 1107 inwoners (volkstelling 2010).